# Стрельба в средней школе Марджори Стоунман Дуглас

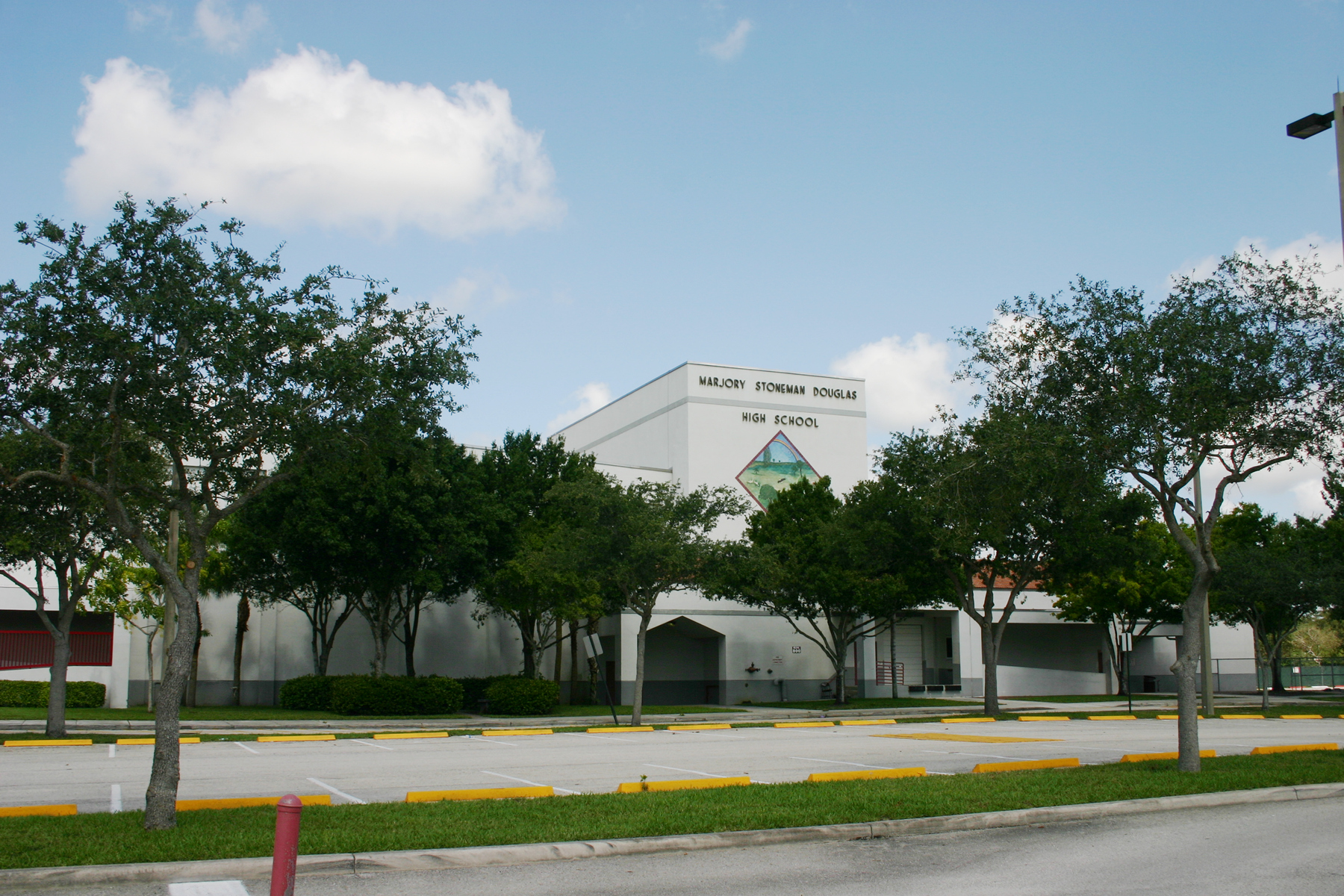
Старшая школа Марджори Стоунман Дуглас, в июне 2008 года.

Стрельба в старшей школе Марджори Стоунман Дуглас — массовое убийство, произошедшее 14 февраля 2018 года в старшей школе Марджори Стоунман Дуглас в городе Паркленд округа Брауард во Флориде. В результате нападения погибло 17 человек, 14 студентов и 3 сотрудника школы, и ещё 17 были ранены. Нападение совершил бывший ученик школы Николас Круз. Он покинул место преступления и был задержан спустя час и двадцать минут в соседнем городе. Этот случай занимает первое место среди массовых убийств в средних школах США по количеству погибших. Также инцидент привёл к вводу новых ограничений в законодательстве об оружии в штате Флорида. Кроме этого школам разрешили предоставлять учителям оружие и нанимать больше школьных офицеров полиции.
20 октября 2021 года Круз признал себя виновным по всем пунктам обвинения и извинился за свои преступления. Обвинение требовало для него смертной казни, но суд присяжных не смог прийти к единому решению. 2 ноября 2022 года Круз был приговорен к пожизненному заключению без возможности условно-досрочного освобождения.

## Ход событий
14 февраля 2018 года в 14:19 стрелок, Николас Круз, подъехал к школе на такси Uber. До конца занятий оставалось 20 минут. Преступник нёс с собой винтовочный чехол и рюкзак, в которых находилась винтовка типа AR-15 и несколько дополнительных магазинов. Таксисту он сообщил, что идёт на урок музыки. Николас был одет в рубашку-поло с логотипом школы.
Наблюдатель сразу узнал Круза, так как сотрудники были уведомлены о существовании проблемного бывшего ученика, которого исключили из школы. Сотрудник сообщил своему коллеге из 12 здания, что Николас «целеустремлённо» движется к зданию, но не объявил тревогу, так как по правилам мог делать это только если услышит выстрелы или увидит оружие. В 14:21 стрелок зашёл в здание 12, в котором было 30 классных комнат, в которых обычно находилось около 900 учеников и 30 учителей.
Войдя в здание, Круз встал у лестницы и быстро собрал своё оружие, а также надел жилет, в котором были дополнительные боеприпасы. В процессе к нему подошёл первокурсник по имени Крис Маккенна. Стрелок посоветовал ему уйти, Крис выбежал из здания и нашёл дежурного по кампусу и футбольного тренера, которым сообщил об опасности.
В это время Круз закончил сборы и отправился в коридор на первом этаже. Там он убил 14-летнего Мартина Дуке Ангиано, 14-летнюю Джину Монтальто и 15-летнего Люка Хойера, а также ранил в бедро 15-летнюю Эшли Баез. Она забежала в женский туалет.
Затем Николас выстрелил в окно класса, находящего справа, ранив нескольких учеников, и отправился в класс слева. Там он выстрелил ещё в шестерых учеников, убив 17-летнего Николаса Дворета и 17-летнюю Хелену Рэмси. В здании сработала пожарная тревога. Есть несколько версий произошедшего: либо сигнализация сработала автоматически, отреагировав на выстрелы, либо же стрелок намеренно активировал её, чтобы выманить людей из классов. Тревога заглушила звуки выстрелов и люди на третьем этаже начали эвакуацию.
В это время стрелок вернулся в класс справа, ранил там ещё пять человек и убил троих: Алиссу Альхадефф, Алайну Петти и Александра Шехтер.
Крис Хиксон, сотрудник школы, услышал шум и побежал на звук. Он распахнул двери, и стрелок обернулся и выстрелил в него. Крис заполз за стену около лестницы. Стрелок отправился дальше, расстреляв ещё один класс с детьми, в нём погибла 16-летняя Кармен Шентруп.
Далее Круз отправился к лестнице, проигнорировав несколько классов с детьми. Там он совершил второй выстрел в Криса Хиксона. В последствии Крис скончался в больнице. В это же время на звуки прибежал футбольный тренер Аарон Фейс, он также был застрелен и погиб. На первом этаже погибло 11 человек.
В то время как стрельба продолжалась, «Красный код» все еще не был объявлен из-за путаницы среди сотрудников школы относительно того, кто имел полномочия это делать. Около 14:21 сотрудник в конце концов активировал его, но только после того, как обнаружил тело жертвы и услышал выстрелы.
В 14:23 Николас поднялся на второй этаж, прошёл по этажу, выстрелил в несколько пустых классов и в 14:24 поднялся на третий этаж. На третьем этаже в коридоре находилось более 20 человек. Стрелок ранил нескольких детей и убил Скотта Бейгеля, учителя географии и тренера по бегу по пересеченной местности, который держал дверь класса открытой для вбегающих учеников.
На противоположной стороне коридора учитель географии и истории по имени Эрнест Росперски прятался вместе с несколькими учениками. Когда Круз отвернулся, чтобы достать еще один магазин из жилета, Росперски увидел возможность побега: он вместе с учениками побежал к ближайшей лестнице, в то время как стрелок закончил перезарядку и снова начал стрелять. Росперски и восемь студентов благополучно добрались до лестницы, но Круз убил 14-летнего Хайме Гуттенберга и 15-летнего Питера Вана.
Круз заметил 14-летнюю Кару Лофран и 18-летнюю Медоу Поллак, которые уже были ранены и прятались в классе в двух комнатах от лестницы. Он выстрелил снова, убив их. Через несколько секунд он заметил 17-летнего Хоакина Оливера, спрятавшегося в мужском туалете. Круз застрелил его. На третьем этаже погибло 6 человек.
В 14:25 он вошел в учительскую, где попытался расстрелять ураганоустойчивые окна, выходящие во двор, чтобы застрелить выбегающих из школы людей, но ему это не удалось. Затем Круз хотел спуститься по лестнице, но Эрнест Росперски заблокировал дверь, чтобы выиграть время, так что стрелку пришлось направиться в противоположную сторону. В 14:27 преступник выбросил винтовку и покинул здание. Крузу удалось смешаться с толпой и успешно покинуть место преступления. В 14:50 стрелок посетил магазин Walmart и купил напиток в Subway, в 15:01 посетил McDonald's, в 15:41 полицейский идентифицировал Круза по одежде и арестовал его без происшествий. Это произошло в Корал-Спрингс. После задержания Круз почувствовал себя плохо, его направили в больницу, а затем в полицейский участок.
Стрельба длилась около шести минут в общей сложности, и все жертвы были застрелены менее чем за четыре минуты. Видеозапись школьной камеры наблюдения подтвердила, что стрелком был Николас Круз, также его опознали очевидцы.

## Жертвы
Расстрел стал одним из самых крупных в истории США по количеству жертв, погибло семнадцать человек, также он стал самым крупным расстрелом в средней школе в США. Многие получили ранения, 15 человек было госпитализировано. Из убитых двенадцать человек умерли в школе, двое — снаружи, один на улице и двое — в больнице. Среди жертв 14 учеников школы и 3 преподавателей.

## Мотив
Как признался сам Николас Круз, пойти на массовое убийство ему приказал демонический голос, также он пытался симулировать аутизм и фетальный алкогольный синдром, защита ссылалась на депрессию. Круз рассказал психологу, что совершил стрельбу в День святого Валентина, потому что считал, что его никто не любит, этот праздник расстраивал его, так что он хотел испортить его для всех.

## Подозреваемый
Стрелком оказался Николас Круз, 19-летний бывший ученик школы. Николас был усыновлён при рождении Линдой Круз и её мужем, который умер от сердечного приступа в 2004 году, когда Николас был ещё ребёнком. Его приемная мать умерла 1 ноября 2017 года от гриппа и пневмонии. Он жил с родственниками и друзьями с момента её смерти. Он также ранее проходил психиатрическое лечение, однако он самолично прекратил на него ходить.
У Круза были проблемы с поведением с дошкольного возраста, за три года его переводили из школы в другую школу шесть раз. По словам Джима Гарда, его бывшего учителя математики, Круз угрожал другим ученикам в прошлом году, что привело к запрету посещения им территории школы, если он приходил с рюкзаком. Позднее он был исключён по дисциплинарным причинам.
На суде Круз рассказал, что в детстве убивал и пытал животных. Государственные следователи сообщили, что у него была депрессия, аутизм и синдром дефицита внимания и гиперактивности (СДВГ). Однако психолог Фредерик М. Кравиц позже дал показания, что у Круза никогда не диагностировали аутизм.
В феврале 2017 года Круз законно приобрел полуавтоматическую винтовку типа AR-15 в оружейном магазине Корал-Спрингс, пройдя необходимую проверку биографических данных. До покупки он аналогичным образом приобрел несколько других видов огнестрельного оружия, включая как минимум одно ружье и несколько других винтовок. На момент стрельбы во Флориде лицам в возрасте от 18 лет разрешалось покупать оружие у дилеров с федеральной лицензией. С тех пор минимальный возрастной ценз был повышен до 21 года.
Круз был обвинен в 17 преднамеренных убийствах.

### Подозрительное поведение перед преступлением
Джиллиан Дэвис, бывшая одноклассница, сказала, что у Круза часто были проблемы с контролем гнева, он часто шутил об оружии и насилии, связанном с оружием, в том числе и о стрельбе.
Скотт Исраэл, шериф округа Брауард, сказал, что в его офис поступило 23 звонка о Крузе за предыдущее десятилетие. CNN использовал запрос в публичных записях, чтобы получить журнал офиса шерифа, который показал, что с 2008 по 2017 год было сделано не менее 45 звонков в отношении Круза и его семьи. 5 февраля 2016 года анонимный человек сообщил по телефону, что Круз угрожал расстрелять школу, 30 ноября 2017 года другой человек сообщил, что Круз может быть «будущим школьным стрелком» и что он коллекционирует ножи и оружие.
Также шериф описал посты подозреваемого в социальных сетях как «очень, очень тревожные». Они содержали многочисленные фотографии подозреваемого с различными видами оружия, включая длинные ножи, дробовик, пистолет и пистолет-пулемет. В видеороликах он говорил: «Я хочу умереть воюя, убивая людей». Также он публиковал множество расистских высказываний.
Выжившая девушка сообщила в интервью, что как только увидела стрелка, сразу поняла, что это Круз, потому что видела его публикации в социальных сетях и всегда относилась к нему с подозрением. Один из выживших учеников сказал: «Я думаю, что все думали, что если кто-то и собирается это сделать, то это будет он».
В 2016 году он привлёк внимание школы тем, что опубликовал фотографию с порезанными руками и написал, что хочет купить оружие. Ему собирались оказать принудительную психиатрическую помощь, но в итоге лечение не было проведено.
24 сентября 2017 года человек с именем пользователя «nikolas cruz» опубликовал комментарий к видео на YouTube, в котором говорилось: «Я собираюсь стать профессиональным школьным стрелком». Человек, загрузивший видео, сообщил о комментарии в ФБР. По словам агента Роберта Ласки, агентство провело проверку, но не смогло отследить автора комментария.
5 января 2018 года, менее чем за два месяца до стрельбы, ФБР получило наводку на свою линию общественного доступа от человека, близкого к Крузу. 16 февраля, через два дня после стрельбы, агентство опубликовало заявление, в котором подробно рассказало об этом. Согласно заявлению, «звонивший предоставил информацию о владении оружием Круза, желании убивать людей, непредсказуемом поведении и тревожных постах в социальных сетях, а также о возможности того, что он устроит стрельбу в школе». После проведения расследования ФБР заявило, что линия доверия не следовала протоколу, когда информация не была передана в полевой офис в Майами, где были бы предприняты следственные действия.

## Последствия
Стрельба стала восемнадцатым инцидентом насилия с применением оружия в школьном кампусе в Соединенных Штатах в 2018 году.
Президент Дональд Трамп и губернатор Рик Скотт были проинформированы о стрельбе. Трамп написал у себя в Twitter: «Ни один ребёнок, учитель или кто-либо ещё не должен чувствовать себя небезопасно в американской школе». Рик Скотт приказал наполовину приспустить флаги в знак траура. Вскоре Президент Трамп дал распоряжение наполовину приспустить все американские флаги на зданиях в Соединенных Штатах.
Поскольку в школе по меньшей мере 40 % учеников являлись евреями, раввины Хабада, связанные со школой, провели вечер молитвы, утешения и поминания.
По меньшей мере три округа Флориды и Вирджинии также увеличили присутствие полиции в школах 15 февраля 2018 года в ответ на стрельбу.
Сенатор Флориды Марко Рубио сказал, что более строгие законы по выдаче оружия «не помешали бы» этой стрельбе или какой-либо иной стрельбе.
В 2018 году рэпер XXXTentacion написал в честь умерших детей песню Hope, которая является частью альбома «?».
Инцидент привёл к вводу новых ограничений в законодательстве об оружии в штате Флорида. Кроме этого школам разрешили предоставлять учителям оружие и нанимать больше школьных офицеров полиции. Выжившие после стрельбы активно выступают за изменение законодательства.
После вынесения приговора стрелку родственниками жертв было раскритиковано единогласие, требуемое законодательством Флориды для вынесения смертного приговора. В апреле 2023 года был принят законопроект, позволяющий присяжным рекомендовать смертную казнь в делах о смертной казни при наличии 8 голосов против 4.

## Судебное разбирательство
7 марта 2018 года суд предъявил Крузу в общей сложности 34 обвинения: 17 пунктов обвинения в убийстве первой степени и 17 пунктов обвинения в покушении на убийство первой степени. 13 марта его вызвали в суд, и обвинение подало уведомление о своем намерении добиваться смертной казни. Они заявили, что могут доказать пять отягчающих обстоятельств, достаточных для смертной казни во Флориде. Круз отказался признать себя виновным. Защита предлагала ему признать себя виновным, если смертная казнь будет снята с рассмотрения, но им было отказано.
С 8 по 12 апреля 2018 года в судебный протокол дела было включено трехстраничное письмо от жителя Миннесоты. Письмо было адресовано судье. Автор письма сообщил, что исследование прошлого Круза привело его к мысли, что у Круза была задержка в развитии и что он «боялся других людей и подвергался травле со стороны хулиганов». Письмо заканчивалось утверждением, что Круз, по-видимому, был поглощен печалью и депрессией.
Круз напал на сотрудника тюрьмы ночью 13 ноября 2018 года. На следующий день ему предъявили обвинения в нападении при отягчающих обстоятельствах на сотрудника, нанесении побоев и применении «электрического или химического оружия против сотрудника». Сотрудник полиции попросил Круза «не волочить ноги по земле», когда он ходил по комнате отдыха тюрьмы. Круз ответил «показав средний палец» и ударив сотрудника полиции в лицо. Он также выхватил электрошокер из кобуры помощника шерифа. После нападения Круза поместили в одиночную камеру.
8 августа 2019 года было опубликовано признание Круза. Ближе к концу видео слышно, как Круз плачет и говорит «убей меня» в камеру.
20 октября 2021 года Круз признал себя виновным по всем пунктам обвинения, включая убийство и покушение на убийство. После признания вины Круз сделал заявление, в котором выразил раскаяние в своих преступлениях и попросил семьи жертв решить его судьбу. В тот же день Круз был осужден за нападение на сотрудника полиции. За нападение ему дали 26 лет тюрьмы.
27 июля 2022 года прокуроры представили цифровые доказательства. Присяжным был представлен 18-страничный список поисковых запросов с различных аккаунтов Google. В список вошли такие поисковые запросы, как «как стать школьным стрелком». Защита представила присяжным доказательства того, что Круз страдал от повреждения мозга и инвалидности, вызванных курением, употреблением алкоголя и различных запрещенных наркотиков его родной матерью во время беременности, а также неспособностью государства обеспечить ему надлежащее лечение. В опровержении эксперт-свидетель обвинения дал показания о том, что Круз сфальсифицировал фетальный алкогольный синдром во время психиатрической экспертизы и диагностировал у него диссоциальное и пограничное расстройство личности.
С 27 сентября по 29 сентября 2022 года суду была представлена история поиска Круза в Google и YouTube, в ней были поисковые запросы по таким темам, как детская порнография, изнасилование, расизм, нацизм и убийство животных.
Обвинение требовало для него смертной казни, но суд присяжных не смог прийти к единому решению. 13 октября 2022 года присяжные порекомендовали приговорить Круза к пожизненному заключению без возможности условно-досрочного освобождения. Хотя присяжные пришли к выводу, что государство доказало отягчающие факторы по всем пунктам, они не были единогласны в том, перевешивают ли отягчающие факторы смягчающие факторы. Девять из двенадцати присяжных рекомендовали смертную казнь.
После этого родственниками жертв было раскритиковано единогласие, требуемое законодательством Флориды для вынесения смертного приговора. В апреле 2023 года был принят законопроект, позволяющий присяжным рекомендовать смертную казнь в делах о смертной казни при наличии 8 голосов против 4.
2 ноября 2022 года Круз был приговорен к 34 пожизненным срокам без возможности условно-досрочного освобождения.